# Тале Горанов
Тале Бояджиев – Горанов е български революционер, деец на Вътрешната македоно-одринска революционна организация.

## Биография
Тале Горанов е роден в град Прилеп, тогава в Османската империя. Получава основно образование и по професия е бояджия. Влиза в ВМОРО и става четник при войводата Марко Лерински. През пролетта на 1901 е изпратен за войвода в Костурско на мястото на Атанас Петров. Негов секретар става учителят от Загоричани Дамян Илиев. Георги Попхристов си спомня за него: 
| „ | Горанов отначало добре се представи пред четници и селяни, но беше млад и нервен. Често влизал в конфликт с учителите, ръководители по селата. Беше и суетен, обичаше много да беседва с жените и учителките. Проявявал волности, дори си правил печати „Костурска районна чета“, „Тале Горанов – Костурски войвода“ и други някои суетни работи. Изобщо повече се занимавал с любов, отколкото да си гледа работата. Затова беше преместен за войвода в Охридско. | “ |

На 16 май 1901 година отива в Битоля, където Даме Груев му забранява да се връща в Костурско като войвода. На 6 юли 1901 година в манастира Света Петка край Велгощи участва във формирането и оглавява първата организационно-организаторска чета в Охридско, в която влизат още кадрите от русенското стрелческо дружество Деян Димитров, Милош Богданов и Миладин Голов. Към четата се присъединяват Яким Алулов, Тасе Христов, Ставре Гогов.
На 27 ноември 1901 година е свален от пост, заместен е от Тасе Христов до пристигането на Никола Русински.
Заради престъпления спрямо правилата на ВМОРО е осъден на смърт. Ликвидиран е през март 1902 година от прилепския войвода Методи Патчев.